# アカルナニア
アカルナニア（古希: Ἀκαρνανία, Acarnāniā）は、 古代ギリシアの中西部の地方である。長音によりアカルナーニアー、アカルナーニアとも表記される。アケロオス川を挟んだアイトリア地方の西の地域で、コリントス湾の入口であるカリュドン湾の北のイオニア海沿岸に位置している。ちょうど現代のエトリア＝アカルナニア県の西部地域に相当する。古代の主要都市はストラトス。ギリシア神話によるとアカルナニアという地名はアルクマイオンの息子アカルナンに由来する。

## 地理
アカルナニア地方は岩の多い海岸線、海岸線に続く細長く険しい山脈と、これらの山々とアケロオス川の間にある平野の、3つの主要な地域で構成されている。
古代ではアカルナニア地方はギリシアで最も西にある州と見なされており、北はアンブラキア湾、北東はアンピロキア、西はイオニア海、東はアイトリア地方に囲まれ、約4,070平方キロメートルの土地が含まれていた。古代ローマの支配下か、おそらくその少し前の時代に、アケロオス川はアカルナニア地方とアエトリア地方の境界となった。しかしペロポネソス戦争の時代には、アカルナニア地方の都市オイニアダイの領土が川の東部地域に広がっていた。内陸部は標高の低い森や山で覆われ、山々の間にはいくつかの湖と多くの肥沃な谷がある。主要河川はアケロオス川であり、その下流部分はのちにパラケロイティスと呼ばれる肥沃で広大な平原を流れている。19世紀までに平野は湿地で覆われており、その大部分はアケロオス川の沖積堆積物で形成されたと思われる。加えて川がその流れを頻繁に変えたために、アカルナニア地方南部の海岸は古来より幾度となく変化してきた。アケロオス川の主な支流はアナポス川（Ἄναπος）で、ストラトスの南80スタディオンの場所で合流した。
海岸にはいくつかの岬があり、これらのうち古代の著述家は特にアクティウム（アクティオン）岬と、西海岸の都市アスタコスの小さな湾の片側を形成するクリトテ岬（Κριθωτή）の名前を挙げている。内陸の湖のうち唯一言及されているのは、オイニアダイの領土にあるメリテ湖（Μελίτη, 現代のトリホニダ湖）である。レウカス島とアンブラキア湾の間に潟湖または塩湖があり、ストラボンはこの場所をミュルトゥンティオン（Μυρτούντιον）と呼んだ。アカルナニア地方の大地は肥沃であったが、住民はあまり耕作しなかった。特産物について古代の著述家はめったに触れていないが、大プリニウスは鉄鉱石や、アクティウム沖の真珠の採取場について言及している。住民の主要な財産は、アケロオス川の下流域にある豊かな牧草地で放牧された牛と羊の群れで構成されていた。
アカルナニア地方の西海岸沖には多くの島がある。これらの中で最も重要なのはアケロオス川の河口から北の海岸に沿って伸びるエキナデス諸島、もともと本土の一部を形成していたが、その後運河によって本土から隔てられたレウカス島、そしてアカルナニア地方とレウカス島の間にあるタピアイ諸島である。

## 歴史

### ペロポネソス戦争以前

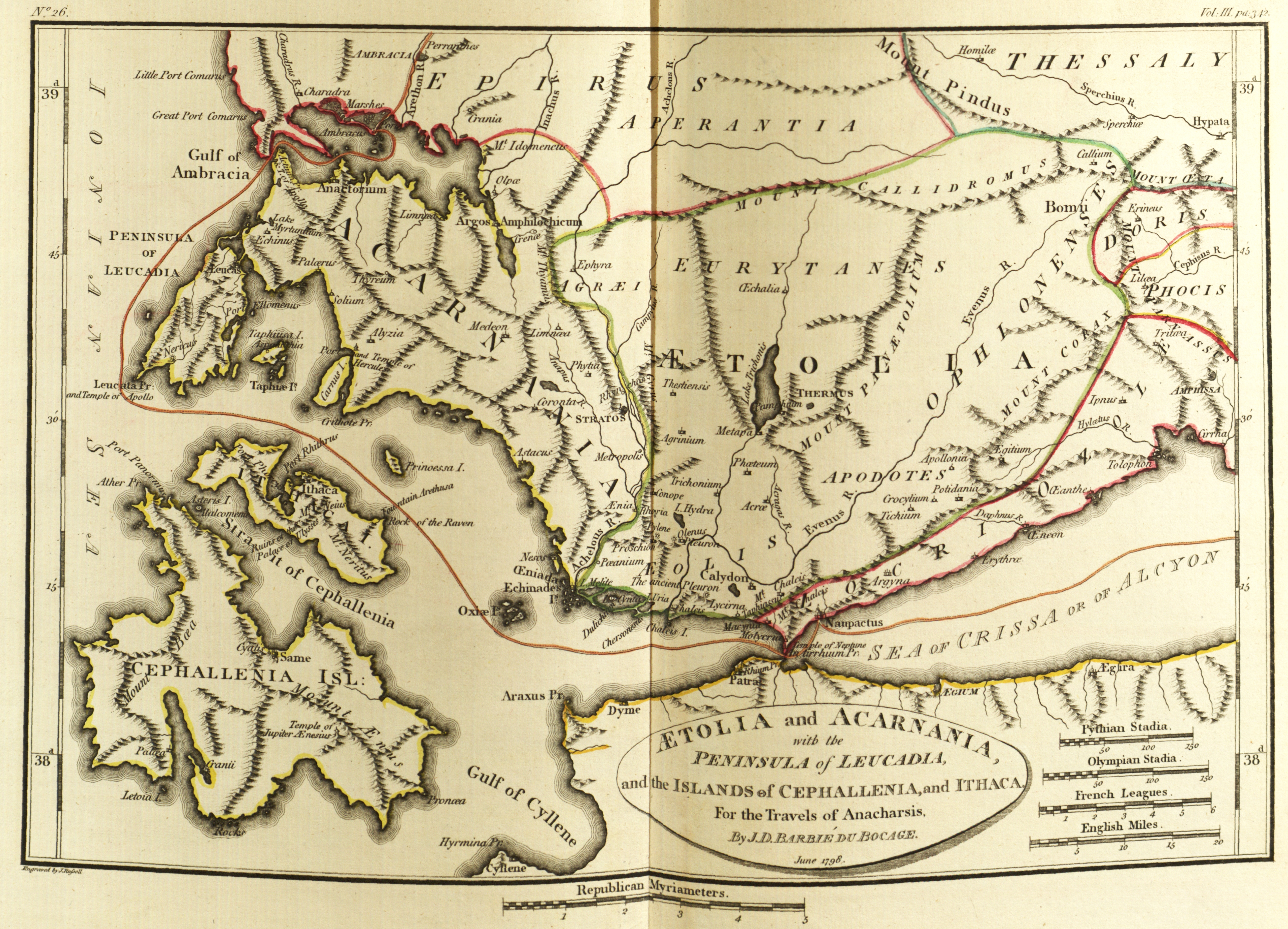
アカルナニア地方の地図。

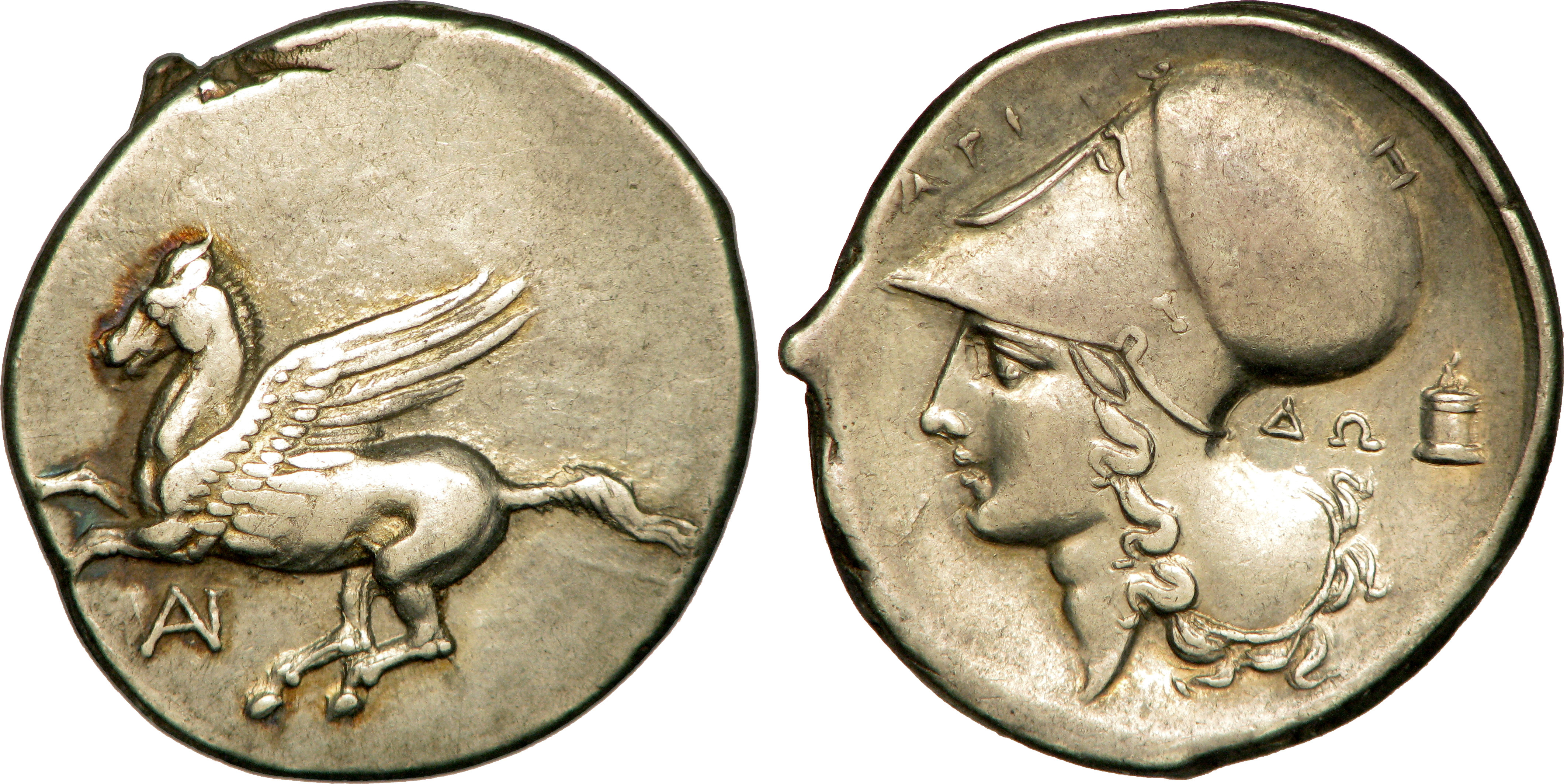
コリントスの植民都市アナクトリオンの貨幣。コリントスと関わりの深いペーガソスと、コリント式兜をかぶった女神アテナが描かれている。

アカルナニア地方の名前は、古い時代は知られていなかったようである。前8世紀頃のホメロスは頻繁にアイトリア人について言及しているが、イタケ島とケパレニア島の対岸の国を「エペイロス」（Ἤπειρος）あるいは本土と呼んでいるに過ぎない。
この地方はもともとタポス人（またはテレボエス人）、レレゲス人、クレテス人が住んでいたと言われている。タポス人は主にアカルナニア地方西海岸沖の島々に分布し、海賊行為を生業としていた。レレゲス人はより広範囲に広がり、ある時代にアイトリア、ロクリス、およびギリシアの他の地域をも占有していた。クレテス人はもともとアイトリア地方に住んでいたが、神話的な王アイトロスとその追随者によってアイトリア地方から追放された後、アカルナニア地方に定住したと言われる。アカルナニア地方の名前は、アケロオス川の河口に定住したアルゴスの英雄アルクマイオンの息子アカルナンに由来している。この伝承はおそらくアルゴス人の植民都市が早い時期にアカルナニア地方の海岸に建設されたことと関係がある。
前7世紀にコリントスがアナクトリオン、ソリオン、レウカスを、ケパレニア島がアスタコスを建設すると、この地域におけるギリシアの影響は顕著になり、アカルナニア地方の元来の住民はより内陸部に追いやられた。そしてペロポネソス戦争の時でさえ、彼らは無作法な野蛮人であり、隣人との継続的な戦争に従事し、略奪と海賊行為を繰り返していた。アリュゼイア、コロンタ、リムナイア、メデオン、オイニアダイ、パライロス、ポイティアイ、ストラトスといった都市はトゥキュディデスによって言及されている。後者の都市は、前1世紀後半まで維持されていた、アカルナニア地方の諸勢力の緩い連合体の本拠地である。
古代アカルナニア人は隣人のバルバロイあるいは非ギリシア民族であったアンブラキア湾のアグライアやアンピロキアと密接な関係にあったが、ギリシア人であったため、ギリシア四大大会（オリュムピア競技祭、ピュティア競技祭、イストミア競技祭、ネメア競技祭）に参加することが認めれていた。他の粗野な山岳民と同様に、アカルナニア人は忠実さと武勇で賞賛されていた。彼らは投石に練達した、優れた軽装歩兵部隊を編成した。多くの場合、アカルナニア人は村落に分散して住み、攻撃されると山中に後退した。しかしストラボンによると、アリストテレスは散逸した作品（Ἀκαρνάνων Πολιτεία）の中でアカルナニア人がアカルナニア同盟で団結したと報告している。トゥキュディデスは、アンピロキア・アルゴスから約4.8 kmのところにある、紛争解決のための司法会議の場としてアカルナニア人が要塞化したオルパイと呼ばれる丘について言及している。同盟の会合は通常、アカルナニアの主要都市であるストラトスで開催された。しかし、ローマ時代には同盟の会合はテュリオンかレウカスのどちらかで行われ、後者は当時、アカルナニア地方の主要都市となっていた。
アンピロキアの一部がアカルナニア人に属していた初期の頃、彼らはオルパイで公の司法会議を開催していた。アカルナニア同盟の詳細はほとんど知られていない。アクティウムの遺跡で発見された碑文から、議会と将軍の総会があり、それによって法令が可決されたことが分かっている。同盟のトップはストラテゴス（Στρατηγός, 将軍）であり、評議会にはアカイア同盟やアエトリア同盟と同様に重要人物であったらしいグラマテウス（γραμματεύς, 書記）がいた。アクティウムのアポロン神殿の神官ヒエラポロス（ἱεραπόλος）は高位の人物であったらしく、アテナイの最高位のアルコンのように、ヒエラポロスかストラテゴスの名前のどちらかが公式の日付に採用された。

### ペロポネソス戦争からローマ帝国

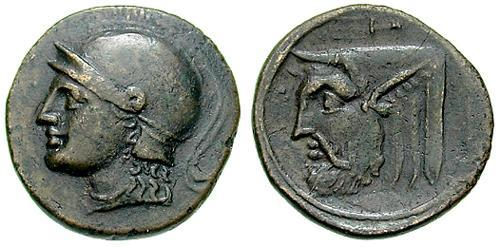
古代アカルナニアの貨幣。前300年から前167年。女神アテナと牛の角を持つ河神アケロオスが描かれている。

アカルナニア地方はイタリアへの海路上に戦略的に位置するため、多くの戦争に巻き込まれた。最良の港をすべて奪ったコリントスの入植者に対する憎しみは、当然の帰結として、アカルナニア人をアテナイ側に追いやった。しかし後者との同盟の直接の原因は、紀元前432年頃にアンブラキアから入植したコリントス人が、アンピロキア人をアンピロキア・アルゴスから追放したことによって生じた。アカルナニア人は追放されたアンピロキア人を支持し、後者の回復を得るためにアテナイに援助を申し出た。アテナイ人はこれに応じて、ポルミオンの指揮のもと出兵した。ポルミオンはアルゴスを占領して、アンブラキア人を追放、都市をアンピロキア人とアカルナニア人に戻した。直ちにアカルナニア人とアテナイの間で同盟が正式に締結された。同盟に参加しなかった都市はオイニアダイとアスタコスだけであった。 
アカルナニア人はギリシア西部地域におけるアテナイの覇権を維持するのに大いに貢献した。特にアカルナニア人は前426年のオルパイの戦いにおいてデモステネスの指揮下でその存在感を見せつけ、ペロポネソス人とアンブラキア人に対して大勝利した。この戦役の終わりに、彼らはアテナイとの同盟関係を継続していたが、アンブラキアと和平を結んだ。紀元前391年、アカルナニア人はアイトリア地方の都市カリュドンを保持していたアカイア人と戦争した。後者はアカルナニア人に強く押されていたため、スパルタに救援を求め、スパルタはアゲシラオス2世指揮する軍隊をアカルナニアに派遣した。後者はアカルナニア地方を略奪したが、アゲシラオス2世の遠征は長期的な結果が伴わなかった。アカルナニアの都市はスパルタに降伏し、しばらくの間スパルタの同盟国となる一方で、前375年にアテナイの第二次海上同盟に加わった。アカルナニア人は後にスパルタとの戦いでボイオティア人を支持し、カイロネイアの戦いではマケドニア王ピリッポス2世と戦ったアテナイを支持した。 
アレクサンドロス大王死後の時代の前314年、マケドニア王カッサンドロスの要請により、アイトリア地方との国境近くのアカルナニアの集落は少数のより大きな集落に集住した。それでも、アイトリア人と国境をめぐる紛争は頻発し、前250年にアカルナニアの領土はアイトリアとエペイロスの間で分割された。エペイロス王が倒れた後、エペイロス領となっていたアカルナニアの領土は独立を取り戻し、レウカスはこの地域の首都になったが、アイトリア人との対立は残っていた。その結果、アカルナニア人はマケドニアの王たちと緊密に団結し、有為転変の中でも忠実であり続けた。ピリッポス5世に対しても同様であった彼らがローマに服従したのは、主要都市であるレウカスが占領され、キュノスケファライの戦いでピリッポス5世が敗北した後のことであった。前191年、シリアのアンティオコス3世がギリシアに侵攻すると、アカルナニア人は同胞のムナシロコスに説得されて、アンティオコス3世を支持したが、彼がマグネシアの戦いで敗北し、ギリシアから追放されると再びローマの支配下に置かれた。前168年のマケドニア王ペルセウスの敗北後、ルキウス・アエミリウス・パウルス・マケドニクスとローマの委員によるギリシア情勢の解決において、レウカスはアカルナニア地方から分離され、テュリオンが新首都に任命された。 
前1世紀、アカルナニア地方は海賊とローマの内戦によって大きく苦しんだ。ギリシアがローマの属州として縮小されたとき、アカルナニア地方がアカエア属州あるいはエピロス属州に併合されたかどうかは疑わしいが、後にエピロスの一部として言及されている。その町のいくつかの住民は、アウグストゥスによってアクティウムの海戦後に建設されたニコポリスに移され、アカルナニア地方はニコポリスの支配下に置かれた。そしてアウグストゥスの時代には、ストラボンによって絶え間ない戦乱のために完全に疲れ果ててしまったと説明された。

### 東ローマ帝国以降
東ローマ帝国が悪名高い1204年の第4回十字軍で西側の勢力に攻撃されたとき、アカルナニア地方はエピロス専制侯国の手に渡り、1348年にはセルビア帝国に征服された。その後、1480年にオスマン帝国の手に落ちた。1832年以来、ギリシャの一部となっている。 

## 人物
- カルノス - ヘラクレイダイに殺された予言者。
- アンピリュポス - ペイシストラトスの予言者。
- メギスティアス - テルモピュライの戦いで戦死した予言者。
- アカルナニアのリュシマコス（英語版） - アレクサンドロス大王の家庭教師の1人。
- アカルナニアのピリッポス（英語版） - アレクサンドロス大王の医師の1人。
- マカタス（英語版） - 彫刻家。
- アリュゼイアのアリストメネス（英語版） - プトレマイオス5世の後見人および摂政。
- アカルナニアのアレクサンドロス（英語版） - アンティオコス3世の将軍。